# Đỗ Thị Cương
Đỗ Thị Cương (chữ Hán: 杜氏岡; ? – ?), còn có tên húy là Mẫu Đơn và Phong, phong hiệu Cửu giai Tài nhân (九階才人), là một thứ phi của vua Minh Mạng nhà Nguyễn trong lịch sử Việt Nam.

## Tiểu sử
Tài nhân Đỗ Thị Cương nguyên quán ở làng Trầm Bái, xã Dương Xuân Thượng, huyện Hương Trà, tỉnh Thừa Thiên. Phụ thân của bà là ông Đỗ Văn Thạch, được truy tặng chức Hiệu úy.
Bà Cương cùng với hai người chị gái là Đỗ Thị Tùng và Đỗ Thị Tâm đều nhập cung vào những năm đầu Minh Mạng. Bà Tùng và bà Tâm đều được phong làm Thất giai Quý nhân, riêng bà Cương chỉ được phong làm Cửu giai Tài nhân.
Không rõ bà Cương qua đời vào năm nào, khi mất bà được ban thụy là Thục Thuận (淑順). Mộ của bà hiện tọa lạc phường Thủy Xuân, Huế (phía sau chùa Bảo Lâm).

## Hậu duệ
Tài nhân Đỗ Thị Cương sinh cho vua Minh Mạng được 3 người con, gồm một hoàng tử và hai hoàng nữ:
- Gia Lạc Công chúa Nguyễn Phúc Nhàn Thục (15 tháng 6 năm 1828 – 2 tháng 12 năm 1864), hoàng nữ thứ 29. Chúa lấy chồng là Phò mã Đô úy Nguyễn Văn Tuấn, sinh được 3 con trai[2].
- Kim Hương Công chúa Nguyễn Phúc Gia Tĩnh (8 tháng 7 năm 1831 – 6 tháng 6 năm 1860), hoàng nữ thứ 38. Chúa lấy chồng là Phò mã Đô úy Lê Thuận Lý, không có con[3].
- Hoàng tử Miên Khất (còn có âm đọc là Khế) (15 tháng 4 năm 1833 – 18 tháng 1 năm 1839), hoàng tử thứ 63, mất khi mới 6 tuổi. Mộ táng tại Bình An (Hương Thủy, Thừa Thiên Huế), được thờ ở đền Triển Thân[4].